# تایم تو لیو (فیلم)
«تایم تو لیو» (فرانسوی: Le Temps de vivre‎) فیلمی در ژانر درام است که در سال ۱۹۶۹ منتشر شد. از بازیگران آن می‌توان به مارینا ولادی و کاترین آلگره اشاره کرد.